# 渡辺孝真
渡辺 孝真（わたなべ たかまさ）は日本の実業家、双びに柔術インストラクター。1972年 、愛知県で生まれ、生後3ヶ月で父親の仕事の関係でブラジルのリオデジャネイロに渡り、19歳のとき日本に帰国。帰国後上智大学比較文化学部に入学、1997年に卒業。現在Roundwin Inc. 代表取締役社長。一般社団法人全日本柔術連盟（JJFJ）創立者、理事長。アクシス柔術アカデミー創立者、代表、ヘッドインストラクター。ポルトガル語、英語、日本語堪能。

## 経営者
- 2000年、株式会社アーカを設立。
- 2012年、株式会ラウンドウィンを設立。

## グレイシー柔術
- 1997年、東京、世田谷区にて日本初となるのグレイシー柔術アカデミー、「グレイシー・ジャパン」を設立。
- 1997年、日本ブラジリアン柔術連盟を設立し、1999年まで会長を務める。
- 2000年、「グレイシー・ジャパン」を「アクシス柔術アカデミー」に名称を変更。ヒクソン・グレイシー所属の公式アカデミーとなる。
- 2002年、ヒクソン・グレイシーから黒帯を授与。
- 2008年、一般社団法人全日本柔術連盟（Jiu-Jitsu Federation of Japan)を設立、理事長を務める。

## アクシス柔術アカデミー
渡辺氏が設立し、また代表をつとめるアクシス柔術アカデミーは、日本初のグレイシー柔術アカデミーである。
- 設立：1997年（1997年から2000年まではグレイシー・ジャパン名称）
- 本部所在地：東京都世田谷区
- ヒクソン・グレイシー国際柔術日本総本部。
- 現在日本国内に支部15カ所。
- 海外はカナダ、オーストラリア、イギリス、韓国、ニュージーランドに支部。
- 全日本大会史上最多の15回団体優勝チーム。

## 一般社団法人全日本柔術連盟
- 設立：2008年
- 会長：ヒクソン・グレイシー
- 理事長：渡辺孝真
- 加盟団体数：275
- 主な大会：ヒクソン・グレイシー杯国際柔術大会、アブダビワールド・プロ柔術大会日本予選大会、全日本柔術大会、イースト・ジャパン柔術大会、ウェスト・ジャパン柔術大会。